# Миср эль-Макаса
«Миср эль-Мака́са» — египетский футбольный клуб из города Файюм, выступающий в Египетской Премьер-лиге. 

## История
«Миср эль-Макаса», основанная в 1937 году, ранее была известна как «Хвейди», а также в течение короткого времени как «Эль-Фарана». По итогам сезона 2009/10 команда заняла первое место в группе А Второго дивизиона, опередив финишировавший вторым «Телефонаат Бани Сувейф» на 5 очков, и впервые в своей истории вышла в главную египетскую лигу. В дебютном сезоне на высшем уровне «Миср эль-Макаса» заняла шестое место, потерпев всего 5 поражений в чемпионате, но при этом став самой его миролюбивой командой (15 ничей в 30 турах). В том же турнире, 25 мая 2011 года, команда одержала в гостях победу над именитым «Замалеком», ставшую для противника единственным домашним поражением в том чемпионате. 
Чемпионат 2014/15 «Миср эль-Макаса» закончила на рекордном для себя четвёртом месте, позволившем ей выступить на Кубке Конфедерации КАФ 2016. Команда сумела преодолеть первые два раунда, переиграв конголезский «Дон Боско» и алжирскую «Константину», но в 1/8 финала была вынуждена уступить ливийскому «Аль-Ахли» за счёт правила гола на чужом поле. Ганский нападающий «Миср эль-Макасы» Нана Поку с 13 забитыми мячами разделил третье место в списке бомбардиров Египетской Премьер-лиги 2015/16.
Сезон 2016/2017 стал для клуба самым успешным. Команда смогла пробиться в четвертьфинал кубка и сумела закончить сезон на втором месте.

## Достижения

### Национальные
Чемпионат Египта:
- Вице-чемпионы (1): 2017

## История выступлений
| Сезон   | Дивизион     | Место      | Кубок |
| ------- | ------------ | ---------- | ----- |
| 2008/09 | 1ª           | 2-е (Гр.A) |       |
| 2009/10 | 1ª           | 1-е (Гр.A) |       |
| 2010/11 | Премьер-Лига | 6-е        | 1/16  |
| 2011/12 | Премьер-Лига | Не доигран |       |
| 2012/13 | Премьер-Лига | Не доигран | 1/16  |
| 2013/14 | Премьер-Лига | 15-е       | 1/16  |
| 2014/15 | Премьер-Лига | 4-е        | 1/4   |
| 2015/16 | Премьер-Лига | 9-е        | 1/16  |
| 2016/17 | Премьер-Лига | 2-е        | 1/4   |